# Иван Дибич-Забалкански
Иван Иванович Дибич-Забалкански (на руски: Иван Иванович Дибич-Забалканский), по рождение Ханс Карл Фридрих Антон фон Дибич (на немски: Hans Karl Friedrich Anton von Diebitsch), е руски пълководец от немски произход, командващ военните операции в българските земи по време на руско-турската война от 1828 – 1829 година. Дибич ръководи първото руско нахлуване в по-ново време на юг от Стара планина, за което получава и прозвището „Забалкански“ (на руски: Забалканский, т.е. „от оттатък Балкана“).

## Произход и ранна кариера
Дибич е син на пруски офицер – аристократ от Силезия. Завършва рано кадетско училище в Берлин. Преселва се в Русия още 16-годишен при баща си, преминал на руска служба, и е зачислен като младши офицер в гвардейския Семьоновски полк. Като такъв участва в Аустерлицкото сражение през 1805 г., а до края на войната с Наполеон през 1807 г. си печели полковнишки чин. По време на Наполеоновото нашествие в Русия през 1812 г. служи като обер-квартирмайстер (началник-щаб) на корпуса на генерал Пьотър Витгенщайн, който прикрива направлението към Санкт Петербург. За участието си в сраженията при Клястици и Полоцк получава званието генерал-майор. Допринася за успешния завършек на войната, убеждавайки командването на пруските войски (по това време формален съюзник на Наполеон), да не се месят в бойните действия в полза на отстъпващите французи. Командва авангарда на Витгенщайн в сражението на река Березина. Участва (като началник на корпусния щаб) и в походите в Германия и Франция, завършили с окончателния разгром на Наполеон през 1814 година.
Дибич се издига във висшите военни и управленски среди в края на царуването на Александър I. Като приближен на императора е назначен като член на Държавния съвет през 1823 година. Година по-късно става началник на Главния щаб на руската армия. След смъртта на Александър I Дибич взема активно участие в разкриването на декабристкия заговор и съдебното преследване на участниците. Така влиза в кръга от довереници на Николай I, който го произвежда в генерал от пехотата.

## Командване във войната с Турция (1828 – 1829)
В началото на руско-турската война от 1828 г. генерал Дибич е назначен за помощник на командващия операциите на Дунав фелдмаршал Витгенщайн. Поради напредналата възраст на титуляра практически ръководи бойните действия, съсредоточени срещу турските крепости Силистра и Варна. От февруари 1829 г. Дибич е вече и формален главнокомандващ. През май разбива турците при Кюлевча. С решението си да обходи силната турска армия в Шумен и да прекоси Стара планина заварва османците напълно неподготвени, а с превземането на Одрин през август същата година принуждава султана да иска мир.
Освен прозвището „Забалкански“, с тези действия си печели генерал-фелдмаршалски чин.

## Командване в Полша (1831)
През 1831 г. Дибич оглавява руската армия, изпратена да потуши избухналото в предходната година Полско въстание. Въпреки победите си при Грохув и Остроленка не успява да сломи въстаниците. Умира от холерата, избухнала в руския лагер.